# Actinocucumis chinensis
Actinocucumis chinensis is een zeekomkommer uit de familie Cucumariidae.
De wetenschappelijke naam van de soort werd in 2001 gepubliceerd door Yulin Liao & David Pawson.